# Ludwik Ciba
Ludwik Jacek Ciba (ur. 11 sierpnia 1894 w Wielowsi, zm. 8 listopada 1938) – podpułkownik dyplomowany artylerii Wojska Polskiego, działacz niepodległościowy, kawaler Orderu Virtuti Militari.

## Życiorys
Urodził się 11 sierpnia 1894 w Wielowsi (obecnie Tarnobrzeg). W 1913 zdał egzamin dojrzałości w C. K. Gimnazjum w Jaśle. 
W czasie wojny z bolszewikami walczył w szeregach 10 Kaniowskiego pułku artylerii polowej. W kwietniu 1920 dowodził 5 baterią II dywizjonu majora Aleksandra Majewskiego. Walczył na terenie Polesia w składzie 9 Dywizji Piechoty. Wyróżnił się w walkach z bolszewickimi pociągami pancernymi, stoczonymi 7 maja pod Wasilewiczami i 9 maja pod Babiczami, zyskując pochwały dowódcy dywizji, generała podporucznika Władysława Sikorskiego i dowódcy XVII Brygady Piechoty, podpułkownika Mieczysława Trojanowskiego. W czasie drugiej z wymienionych walk jego bateria uszkodziła pociąg pancerny „Czarnomorzec” (ros. бронепоезд „Черноморец”). Generał Sikorski w rozkazie dywizyjnym numer 91 napisał: „Dowódcy i całej 5-tej baterii 10 pap dziękuję w imieniu służby narodowej za jej dzielną i skuteczną walkę z artylerią i bolszewickimi pociągami pancernymi w czasie pochodu na Rzeczycę wzdłuż toru kolejowego”. 18 sierpnia wyróżnił się męstwem w walce o Wyszków za co został odznaczony Krzyżem Srebrnym Orderu Wojennego Virtuti Militari.
3 maja 1922 został zweryfikowany w stopniu kapitana ze starszeństwem z dniem 1 czerwca 1919 i 252. lokatą w korpusie oficerów artylerii. W latach 1922–1924 był słuchaczem III Kursu Normalnego Wyższej Szkoły Wojennej w Warszawie. Z dniem 1 października 1924, po ukończeniu kursu i otrzymaniu dyplomu naukowego oficera Sztabu Generalnego, został przydzielony do Sztabu Dowództwa Okręgu Korpusu Nr IV w Łodzi i wyznaczony na stanowisko kierownika Referatu Organizacyjnego w Oddziale Ogólnym. W czasie studiów w Wyższej Szkole Wojennej i służby sztabowej pozostawał oficerem nadetatowym 10 pap. 3 maja 1926 awansował do stopnia majora ze starszeństwem z 1 lipca 1925 i 31. lokatą w korpusie oficerów artylerii. 30 listopada 1926 został przeniesiony do Wydziału Fortyfikacji Oddziału III Sztabu Generalnego w Warszawie.
5 listopada 1928 został skierowany do 1 pułku artylerii polowej Legionów w Wilnie, w celu odbycia praktyki liniowej na stanowisku dowódcy dywizjonu. 23 grudnia 1929 otrzymał przeniesienie do Szkoły Strzelania Artylerii, funkcjonującej w ramach Centrum Wyszkolenia Artylerii w Toruniu, na stanowisko wykładowcy. 20 września 1930 został przeniesiony do Wyższej Szkoły Wojennej w Warszawie na stanowisko wykładowcy taktyki artylerii. W latach 1933–1934 był szefem Katedry Artylerii Wyższej Szkoły Wojennej. Komendant Wyższej Szkoły Wojennej, generał brygady Tadeusz Kutrzeba w sporządzonej opinii służbowej stwierdził: „bardzo dobry artylerzysta z dużym doświadczeniem wojennym. Inteligentny, wymowny. Potrafi pobudzić zainteresowanie i jasno przedstawić swój pogląd. W terenie czuje się bardzo dobrze. Bardzo dobry, pewny siebie wykładowca taktyki artylerii”. W tym samym czasie wykładowcami i asystentami byli także oficerowie dyplomowani artylerii: podpułkownik Mikołaj Łapicki, major Jan Ciałowicz, major Jan Patoczka, kapitan Andrzej Marecki i kapitan Stanisław Mayer.
14 grudnia 1931 awansował do stopnia podpułkownika ze starszeństwem z 1 stycznia 1931 i 10. lokatą w korpusie oficerów artylerii. 22 grudnia 1934 otrzymał przeniesienie do 1 pułku artylerii najcięższej w Górze Kalwarii na stanowisko I zastępcy dowódcy pułku. 28 stycznia 1938 objął dowództwo 6 pułku artylerii ciężkiej we Lwowie. Inspektor armii we Lwowie, generał dywizji Kazimierz Fabrycy w sporządzonej opinii inspektorskiej stwierdził: „Dobry wychowawca, dobry wyszkoleniowiec. Technicznie i taktycznie bardzo dobry. Zdolny dowódca pułku”. Pośmiertnie awansowany na pułkownika ze starszeństwem z 19 marca 1939 w korpusie oficerów artylerii.

## Ordery i odznaczenia
- Krzyż Srebrny Orderu Wojskowego Virtuti Militari[26] – 28 lutego 1921[27]
- Krzyż Niepodległości – 6 czerwca 1931 „za pracę w dziele odzyskania niepodległości”[28]
- Krzyż Kawalerski Orderu Odrodzenia Polski – 11 listopada 1936 „za zasługi w służbie wojskowej”[29]
- Krzyż Walecznych dwukrotnie
- Złoty Krzyż Zasługi – 10 listopada 1928[30]